# Vườn quốc gia Marsabit
Vườn quốc gia Marsabit là một vườn quốc gia và khu bảo tồn thiên nhiên nằm ở núi Marsabit, miền bắc Kenya, gần thị trấn Marsabit. Nó nằm cách 560 km về phía bắc của Nairobi, thuộc huyện Marsabit trong tỉnh cũ Eastern. Vườn quốc gia đáng chú ý bởi số lượng đáng kể loài ngựa vằn và sân chim với nhiều loài chim đặc hữu của Kenya.
Trong các khu rừng trên đỉnh núi là sự có mặt của các loài Vả um tùm, tương phản với những cây bụi thấp và Keo đầy bụi bên dưới khu vực đồng bằng khô cằn thấp. Vườn quốc gia là nơi có nhiều loài chim đặc hữu của Kenya, trong đó phải kể đến các loài trọng Họ Sẻ (như Philetairus socius), Họ Rồng rộc và cả Turaco (như Corythaixoides leucogaster).